# Eric DaRe
Eric DaRe, accreditato anche come Eric Da Re (Los Angeles, 3 marzo 1965), è un attore statunitense.

## Biografia
È figlio dell'attore Aldo Ray e della direttrice del casting Johanna Ray.

## Filmografia

### Cinema
- Silent Night, Deadly Night 3: Better Watch Out!, regia di Monte Hellman (1989)
- Fuoco cammina con me (Twin Peaks: Fire Walk with Me), regia di David Lynch (1992)
- Critters 4, regia di Rupert Harvey (1992)
- Combinazione finale (Dead Connection), regia di Nigel Dick (1994)
- Number One Fan, regia di Jane Simpson (1995)
- The Takeover, regia di Troy Cook (1995)
- The Disappearance of Kevin Johnson, regia di Francis Megahy (1997)
- The Player, regia di Mark Piznarski (1997)
- Playing God, regia di Andy Wilson (1997)
- Starship Troopers - Fanteria dello spazio (Starship Troopers), regia di Paul Verhoeven (1997)
- Alibi di cristallo (Lured Innocence), regia di Kikuo Kawasaki (1999)[2]
- Guardo, ci penso e nasco (Delivering Milo), regia di Nick Castle (2001)
- Ted Bundy, regia di Matthew Bright (2002)

### Televisione
- Le radici dell'odio (Into the Homeland), regia di Lesli Linka Glatter - film TV (1987)
- Flash (The Flash) - serie TV, episodio pilota (1990)
- I segreti di Twin Peaks (Twin Peaks) - serie TV, 24 episodi (1990-1991) - Leo Johnson
- SeaQuest - Odissea negli abissi (SeaQuest) - serie TV, episodio pilota (1993)
- Marlowe - Omicidio a Poodle Springs (Poodle Springs), regia di Bob Rafelson - film TV (1998)
- NieA under 7 - serie TV, 13 episodi (2000) - voce

## Doppiatori italiani
Nelle versioni in italiano delle opere in cui ha recitato, Eric DaRe è stato doppiato da:
- Fabrizio Vidale ne I segreti di Twin Peaks, Fuoco cammina con me
- Guido Sagliocca in Critters 4